# Saison 3 de Rookie Blue
Chronologie
Saison 2 Saison 4
Cet article présente les épisodes de la troisième saison de la série télévisée canadienne Rookie Blue.

## Généralités
- Cette troisième saison est composée de 13 épisodes.
- En France, la série a été diffusée à partir du 22 juillet 2013 sur 13ème rue.
- Au Québec, elle est diffusée depuis le 1er août 2013 sur AddikTV.

## Distribution de la saison

### Acteurs principaux
- Missy Peregrym (VF : Christine Bellier) : Andy McNally
- Gregory Smith (VF : Hervé Rey) : Dov Epstein
- Charlotte Sullivan (VF : Pamela Ravassard) : Gail Peck
- Enuka Okuma (VF : Alice Tarand) : Traci Nash
- Travis Milne (VF : Alexandre Guansé) : Chris Diaz
- Peter Mooney : Nick Collins[1]
- Ben Bass (VF : Patrick Mancini) : Sam Swarek
- Melanie Nicholls-King (en) : Noelle Williams
- Matt Gordon (en) : Oliver Shaw
- Noam Jenkins : Détective Jerry Barber
- Lyriq Bent : Frank Best

### Acteurs récurrents
- Peter MacNeill : Tommy McNally
- Barbara Williams : Claire McNally
- Mayko Nguyen : Sue Tran

### Invités
- William Shatner : Henry McLeod[1] (épisode 1)
- Eric Johnson : Détective Luke Callaghan (épisode 9)

## Épisodes

### Épisode 1: Mea Culpa (The First Day of the Rest of Your Life)
- Canada /  États-Unis : 24 mai 2012 sur Global / ABC[2]
- France : 22 juillet 2013 sur 13ème rue
- Québec : 1er août 2013 sur AddikTV

- Canada : 1,303 million de téléspectateurs[3]
- États-Unis : 6,09 millions de téléspectateurs[4]

- William Shatner (Henry McLeod)
- Niamh Wilson (Alice)
- Greg Bryk (Jon Grey)
- Frank Moore (Officer Gowling)

Andy McNally (jouée par Missy Peregrym) revient de vacances pour assister à la commission qui doit décider de sa réintégration. Bien qu'il soit en service, Sam Swarek (joué par Ben Bass) passe la prendre à l'aéroport. Il est un peu fâché parce qu'Andy ne l'a pas contacté durant sa suspension, ce qu'elle ne comprend pas car elle respectait simplement les consignes de la commission. En rentrant, ils ont un accident, provoqué par un conducteur ivre, un vieux monsieur (joué par William Shatner). Celui-ci a embouti un van, à l'arrière duquel Andy découvre une jeune adolescente. Il va s'avérer que cette jeune fille a été enlevée par un pédophile alors qu'elle n'avait que sept ans.
De son côté, Tracy (jouée par Enuka Okuma) confie à Dov (joué par Gregory Smith) qu'elle a postulé pour devenir lieutenant détective stagiaire.
Une nouvelle recrue arrive au 15e. Il s'agit de Nick Collins (joué par Peter Mooney), qui revient de quatre ans passés en Afghanistan. Il appartient également au passé de Gail, puisqu'ils étaient fiancés. Ce qu'ils ont vécu tous les deux semble avoir profondément blessé Gail (jouée par Charlotte Sullivan). 

### Épisode 2: L'École est infinie (Class Dismissed)
- Canada /  États-Unis : 31 mai 2012 sur Global / ABC
- France : 22 juillet 2013 sur 13ème rue
- Québec : 8 août 2013 sur AddikTV

- Canada : 1,322 million de téléspectateurs[5]
- États-Unis : 5,65 millions de téléspectateurs[6]

- Mayko Nguyen (Sue Tran)
- Noah Reid (Wyatt Cripton)
- Clare Stone (Stella Alvarez)
- Liam Green (Troy)

C'est la dernière semaine des examens universitaires. C'est également le moment où les étudiants font des blagues dans toute la ville et organisent notamment une immense chasse aux trésors, qui consiste à dérober des biens publics. C'est dans ce cadre que Dov Einstein et Oliver Shaw (joué par Matt Gordon) se font voler leur voiture de service, qui est en fait l'un des trésors de la fameuse chasse. Malheureusement, la voiture contenait également un fusil d'assaut extrêmement dangereux. Il s'avèrera que le fusil a été volé par un jeune mécanicien. Il l'a fait pour se protéger car il est amoureux de la fille de son patron, lequel est un maffieux qui a menacé d'exécuter le jeune homme s'il continuait de fréquenter sa fille.
Pendant ce temps, le sergent-chef Frank Best (joué par Lyriq Bent) surprotège Noëlle Williams parce qu'elle est enceinte. Elle trouve son comportement inadapté et le lui fait bien comprendre.
Dov et Sue (jouée par Mayko Nguyen), toujours amoureux, tentent de s'impressionner mutuellement et finissent par réaliser que ce n'est pas ce qu'ils sont.
Andy et Sam ont repris leur relation mais Sam souhaite la cacher à tout le monde, ce qu'Andy trouve stupide.
Pendant qu'ils patrouillent, Traci explique à Chris qu'elle a décidé de laisser Leo avec son père tout l'été afin de préparer l'examen lui permettant d'intégrer l'équipe des détectives. Ils arrêtent un jeune adolescent. Celui-ci finira par leur donner une piste pour récupérer la voiture de fonction volée. Il leur confiera également que sa mère est obligée de travailler loin et qu'il est donc seul toute la semaine parce qu'elle ne peut rentrer que le week-end. Traci se demande si elle fait le bon choix en abandonnant Leo durant l'été mais Chris lui fait remarquer qu'elle ne l'abandonne pas, qu'elle le laisse juste passer du temps avec père.
Nick essaye de comprendre pourquoi Gail a autant changé. Il regrette la Gail joyeuse et gentille qu'il connaissait. Il aimerait également que tous deux règlent leur différend. Gail finit par accepter une discussion. Nick tente de lui faire comprendre qu'elle n'a pas changé. Ils reprennent finalement leur histoire d'amour.

### Épisode 3: Dans le feu de l'action (A Good Shoot)
- Canada /  États-Unis : 7 juin 2012 sur Global / ABC
- France : 23 juillet 2013 sur 13ème rue
- Québec : 15 août 2013 sur AddikTV

- Canada : 1,341 million de téléspectateurs[7]
- États-Unis : 5,51 millions de téléspectateurs[8]

- Merwin Mondesir (Roland Jones)
- Von Flores (Edwin Santos)
- Mouna Traoré (Crystal Markes)

C'est le tournoi de basket inter-quartiers, événement qui génère souvent divers incidents. Malheureusement, durant sa patrouille, Dov échange des coups de feu avec un jeune du quartier alors qu'il commettait un cambriolage. Il le tue. Mais lorsque l'enquête a lieu, l'arme et la balle du cambrioleur sont introuvables et la tension monte dans les quartiers. Finalement, Tracy trouvera la balle et prouvera qu'il y avait un deuxième voleur, lequel a pris le révolver disparu.
Tracy a postulé pour le poste de lieutenant enquêteur stagiaire et attend la réponse. Ce n'est qu'à la fin de la journée qu'elle saura qu'elle a réussi.
Gail refuse de parler avec Nick de la nuit qu'ils ont passé ensemble. En fait, elle veut bien le voir, mais en cachette et surtout, que leur relation ne soit pas amoureuse.

### Épisode 4: Soirée entre filles (Girls' Night Out)
- Canada /  États-Unis : 28 juin 2012 sur Global / ABC
- France : 24 juillet 2013 sur 13ème rue
- Québec : 22 août 2013 sur AddikTV

- Canada : 1,121 million de téléspectateurs[9]
- États-Unis : 4,71 millions de téléspectateurs[10]

- Annie Murphy (Angela Kehoe)
- Mayko Nguyen (Sue Tran)
- Janae Armogan (Kasha Roberts)
- Jackie English (Brooke Sloan)
- Daniel De Santo (Paul Salenko)

Gail et Andy entraînent Tracy faire la fête pour fêter sa promotion. Le lendemain, toutes deux ont la gueule de bois. 
Tracy craint que l'on pense que sa promotion soit due à sa relation avec le lieutenant Jerry Barber (joué par Noam Jenkins). Elle doit mener sa première enquête, un homicide dû à une conduite en état d'ivresse. Mais Jerry n'est pas sur la scène du crime alors qu'il devrait la superviser. Elle prend la décision de déplacer la voiture alors que le légiste n'a pas encore examiné le corps. Or, il s'avère qu'il s'agit d'un meurtre commis avec une arme blanche. Cette erreur rend sa relation avec Jerry compliquée. L'enquête montre qu'il s'agit d'un règlement de comptes entre dealers.
Dov n'est toujours pas réintégré, ce qui le déprime. Le sergent-chef lui dit qu'il doit avoir l'accord du psy pour revenir sur le terrain. Mais Dov ne voit pas l'intérêt de voir un psy. Il se rend devant la maison du jeune homme qu'il a tué. Ce qui contrarie profondément la sœur de celui-ci. Elle l'oblige à raconter les faits qui ont conduit à la mort de son frère. Plus tard, Dov affirme à Sue qu'il a vu le psy, alors qu'elle vient de découvrir qu'il a manqué son rendez-vous.
Noëlle annonce à Oliver qu'elle est enceinte et que le père est le sergent-chef Frank Best.

### Épisode 5: Une maison en désordre (Messy Houses)
- Canada /  États-Unis : 5 juillet 2012 sur Global / ABC
- France : 25 juillet 2013 sur 13ème rue
- Québec : 29 août 2013 sur AddikTV

- Canada : 1,123 million de téléspectateurs[11]
- États-Unis : 5,13 millions de téléspectateurs[12]

- Barbara Williams (Claire McNally)
- Peter MacNeill (Tommy McNally)
- Krista Bridges (Dana Moyer)
- Jonathan Goad (Rick Moyer)

C'est le premier jour de reprise pour Dov. 
Andy et Chris interviennent pour une dispute conjugale. C'est le fils de 11 ans qui a prévenu la police. Mais lorsque Chris veut emmener le père, le jeune garçon sort un révolver et s'enferme dans la maison avec son père, un ancien drogué alcoolique. En libérant l'enfant, Nick et Sam découvre que le père possède plusieurs armes très dangereuses, qu'il a caché dans le placard de l'enfant. Tracy et Chris découvrent que ces armes ont déjà été saisies par la police, lors d'enquêtes menées par Jerry Barber, et qu'elles ont été officiellement "détruites". Il s'avère qu'une policière les a revendues en cachette.
L'assistante sociale qui arrive pour récupérer les enfants est la mère d'Andy, Claire MacNally (jouée par Barbara Williams). Andy découvre que sa mère l'appelait toutes les semaines après son départ et que son père ne l'a jamais laissée lui parler. Claire confie les enfants à leur tante, mais leur mère s'enfuit avec eux. Après avoir retrouvé les enfants, Andy accepte de boire un café avec sa mère.
Pendant ce temps, Dov et Oliver doivent retrouver une femme qui s'est perdue dans sa propre maison ! Oliver confie à Dov qu'il est séparé de sa femme.
Gail explique à Chris qu'elle et Nick étaient officiellement fiancés et qu'il a rompu sans qu'elle sache pourquoi. Elle essaye maintenant d'y voir plus clair avec lui.

### Épisode 6: Famille, quand tu nous tiens (Coming Home)
- Canada /  États-Unis : 12 juillet 2012 sur Global / ABC
- France : 26 juillet 2013 sur 13ème rue
- Québec : 5 septembre 2013 sur AddikTV

- Canada : 1,103 million de téléspectateurs[13]
- États-Unis : 4,73 millions de téléspectateurs[14]

- Barbara Williams (Claire McNally)
- Mouna Traoré (Crystal Markes)

Andy décide de fêter enfin sa crémaillère et sa mère lui propose son aide, bien qu'elle n'ait pas été invitée.
De son côté, Dov aide Crystal (jouée par Mouna Traoré), la sœur du jeune homme qu'il a tué, à préparer ses examens, tout en essayant d'éviter Sue, sa petite amie. Gail s'aperçoit de tout cela et s'inquiète pour lui. En discutant avec elle, Dov réalise qu'il doit cesser toute relation avec Crystal, mais celle-ci le supplie de rester à ses côtés. 
Quant à Tracy, elle trouve difficile de travailler avec la personne avec qui on a une relation, en l'occurrence Jerry Barber. Celui-ci ne lui donne aucune responsabilité, si ce n'est d'aller lui chercher du café.
Nick quitte le statut de stagiaire et devient agent à part entière. Chris apprend que Nick est orphelin.
En intervenant afin de stopper une fête sauvage, Andy et Sam découvrent un jeune homme grièvement blessé par une arme blanche. Il s'agit d'un ancien soldat. Il a été poignardé alors qu'il tentait d'aider une jeune fille agressée. Cette dernière est en fait Izzy, la fille d'Oliver Shaw. L'agresseur est un dealer, également coupable d'agressions sur mineures. Durant l'enquête, Andy comprend que Sam a fait des recherches sur sa mère. Elle lui en veut et met les choses au clair avec lui.

### Épisode 7: Acte de foi (Leap of Faith)
- Canada /  États-Unis : 19 juillet 2012 sur Global / ABC
- France : 29 juillet 2013 sur 13ème rue
- Québec : 12 septembre 2013 sur AddikTV

- Canada : 1,275 million de téléspectateurs[15]
- États-Unis : 5,02 millions de téléspectateurs[16]

- Mayko Nguyen (Sue Tran)
- Alex House (Bobby Love)
- Raoul Bhaneja (en) (Darius Costa)
- Graham Abbey (Mark Stern)

Nick et Oliver transportent un témoin. Ils sont agressés par des hommes cagoulés et le témoin est enlevé. Celui-ci aurait permis d'arrêter un chef de gang responsable de plusieurs explosions et de plusieurs meurtres. Partant du principe que leur témoin est déjà mort, le détective Jerry Barber veut que les policiers revérifient toute l'enquête afin de trouver un nouveau témoin. Un médium se présente pour les aider sur l'enquête mais il s'agit, en fait, du beau-frère du maffieux. Il veut aider la police afin de libérer sa sœur d'un mari dangereux. Pourtant, c'est grâce à son aide que les policiers finissent par retrouver leur premier témoin et ses ravisseurs.
Dov continue de voir Crystal tout en évitant Sue. Gail lui fait remarquer qu'il doit prendre une décision rapidement, et que quelle que soit celle-ci, quelqu'un sera blessé. Gail le pousse à communiquer avec Sue. Jerry demande à Dov de préparer Sue pour son témoignage, car en tant que démineuse, elle fut la première sur les lieux des explosions mais elle a aussi tendance à perdre tous ses moyens lorsqu'elle doit parler en public. Dov aide Sue à gérer son manque de confiance en elle. Il finit aussi par lui avouer que, bien qu'il soit heureux avec elle, il se sent coincé dans leur relation. Sue décide de le quitter.
Jerry et Tracy fêtent leurs trois années de couple. Jerry demande Tracy en mariage. Mais celle-ci lui explique qu'elle est parfaitement heureuse ainsi et qu'elle ne croit pas en l'institution du mariage. Mais Jerry arrive à la convaincre et elle lui dit «oui».

### Épisode 8: Disparitions (1/2) (The Girlfriend Experience)
- Canada /  États-Unis : 26 juillet 2012 sur Global / ABC
- France : 30 juillet 2013 sur 13ème rue
- Québec : 19 septembre 2013 sur AddikTV

- Canada : 1,15 million de téléspectateurs[17]
- États-Unis : 5,75 millions de téléspectateurs[18]

- Elias Toufexis (Charlie Davis)

Remarque : épisode en deux parties.
Gail est hébergée par Andy car des travaux ont lieu dans son appartement. Elle continue de voir Nick en cachette tout en refusant d'être amoureusement engagée avec lui. Mais elle n'accepte pas pour autant que Nick ait d'autres aventures qu'elle.
Andy et Tracy se réjouissent du prochain mariage de cette dernière. Tracy aimerait une cérémonie intime en République Dominicaine. Sam ne comprend pas l'enthousiasme d'Andy à propos de cette cérémonie.

### Épisode 9: Disparitions (2/2) (Out of Time)
- Canada /  États-Unis : 9 août 2012 sur Global / ABC
- France : 31 juillet 2013 sur 13ème rue
- Québec : 26 septembre 2013 sur AddikTV

- Canada : 1,325 million de téléspectateurs[19]
- États-Unis : 3,8 millions de téléspectateurs[20]

- Eric Johnson (Détective Luke Callaghan)
- Elias Toufexis (Charlie Davis)
- Ben Carlson (Perik)

Remarque : suite de l'épisode précédent.
Andy rentre chez elle pour ne pas laisser Gail seule. Elle découvre Gail ligotée. L'agresseur arrive par derrière et lui injecte une drogue pour l'endormir.
Jerry et Traci continuent de prévoir leur mariage. Jerry voudrait acheter une maison et avoir d'autres enfants. Traci aimerait d'abord se concentrer sur sa carrière et sur Leo.
Sam s'inquiète de ne pas voir Andy arriver au commissariat. Il lui téléphone et la sort de son sommeil artificiel. La disparition de Gail est maintenant officielle. Le détective Luke Callaghan (joué par Eric Johnson) les rejoint. Il est chargé de l'affaire du meurtre de l'autre jeune femme et leur annonce qu'ils ont 14 heures pour retrouver Gail. En effet, les blessures de la jeune femme morte prouvent que le suspect garde ses victimes en vie 24 heures avant de les tuer. 
Traci et Noëlle accompagnent Andy à l'hôpital afin de savoir quelle drogue utilise le suspect. En attendant les résultats d'analyse, Noëlle commence à avoir les premières contractions préliminaires à l'accouchement. Andy repart sur le terrain avec Sam, tandis que Traci reste aux côtés de Noëlle.

### Épisode 10: Cœur en berne (Cold Comforts)
- Canada /  États-Unis : 16 août 2012 sur Global / ABC
- France : 1er août 2013 sur 13ème rue
- Québec : 3 octobre 2013 sur AddikTV

- Canada : 1,212 million de téléspectateurs[21]
- États-Unis : 4,79 millions de téléspectateurs[22]

- Daniel Petronijevic (Dale Curry)
- Sarain Boylan (Sadie Falls)

L'enterrement de Jerry a eu lieu et tout le monde est encore sous le choc. Traci est en congé et Gail est toujours hospitalisée. Oliver demande à prendre une journée et Sam souhaite patrouiller seul. Dov et Chris acceptent de ranger le bureau de Jerry.
Sadie (jouée par Sarain Boylan), l'une des indics de Jerry, arrive au commissariat et demande à lui parler. Andy la reçoit. Sadie est paniquée parce que son mac appris qu'elle donnait des informations à Jerry et qu'il veut la tuer. Andy lui apprend le décès de Jerry. Traci arrive au commissariat parce que l'ordinateur portable de Jerry a été volé dans leur voiture. Elle le cherchait pour revoir des photos d'elle et Jerry. Elle n'arrive pas à quitter le commissariat et reste discuter avec Sadie, qui va être placée sous protection.
À l'hôpital, le détective Luke Callaghan veut obtenir une déposition complète de Gail, qui ne se sent pas prête pour cela car elle pense être responsable de la mort de Jerry. Lorsque Luke en parle à Traci, celle-ci se rend à l'hôpital afin qu'elles puissent s'entraider.
Oliver, quant à lui, prend un verre avec le fantôme de Jerry. Noëlle le rejoint avec sa petite fille. Gail et Tracy arrivent à leur tour.
Sam retrouve l'ordinateur de Jerry chez un revendeur tandis que Dov et Chris découvrent 30 000 dollars canadiens dans un dossier appartenant à Jerry. Andy, Nick et Sam retrouvent un autre informateur de Jerry. Celui-ci a été agressé car Jerry n'a pu lui donner les 30 000 dollars dont il avait besoin pour ses fournisseurs. Ces derniers ont enlevé son petit frère, un autiste de 16 ans. Les policiers arrivent à convaincre l'indic de porter un micro et de faire le deal convenu avec Jerry. Ils peuvent ainsi arrêter les trafiquants. Cependant, il s'avère que le frère de l'informateur est mort cinq ans plus tôt. Sam s'en veut d'avoir écouté Andy. Il s'engueule avec elle et la blâme pour la mort de Jerry. Il a besoin d'être seul.
Tous se retrouvent au bar. Chris et Dov ont découvert que Jerry parrainait un orphelin du tiers-monde et proposent à Tracy que le commissariat prenne désormais le relais. Ils ont également retrouvé les vœux de mariage de Jerry. Traci et Gail les lisent à l'assemblée. Sam ne peut pas le supporter. Il sort de la salle et Andy le suit.Sam reconnaît qu'Andy n'est pas responsable de la mort de Jerry. Mais il lui explique qu'il n'arrive pas à gérer le fait de travailler ensemble et d'être un couple. Ils rompent et Andy lui demande de partir.

### Épisode 11: Retour au fondamentaux (The Rules)
- Canada /  États-Unis : 23 août 2012 sur Global / ABC
- France : 2 août 2013 sur 13ème rue
- Québec : 10 octobre 2013 sur AddikTV

- Canada : 1,269 million de téléspectateurs[23]
- États-Unis : 4,23 millions de téléspectateurs[24]

- Benz Antoine (Father Jean-Pierre)
- Shamier Anderson (Curtis Payne)
- Stefani Kimber (Jordan Walker)
- Mouna Traoré (Crystal Markes)
- Alex Appel (Carlene)

Le détective Luke Callaghan assure l'intérim sur le poste de Jerry. Le sergent-chef Frank Best aimerait le voir rester au 15e et y monter une vaste opération. Mais Luke refuse car les chiffres du commissariat sont mauvais. Du coup, Frank impose aux policiers de faire leur ronde à pied, de parler à dix personnes et d'en arrêter à chaque fois deux sur les dix.
C'est aussi le premier jour de reprise de Traci et elle souhaite revenir comme agent, plutôt que détective, afin de retrouver ses marques. Mais Luke l'informe qu'il a besoin d'elle comme détective et qu'elle doit rapidement prendre une décision afin qu'il sache s'il doit attribuer son poste à quelqu'un d'autre.
Sam veut récupérer le double des clés qu'il a donnés à Andy. Celle-ci essaye de faire bonne figure.
Sam et Chris patrouillent ensemble et verbalisent un homme avec des antécédents de violences conjugales. Il les agresse et Sam l'arrête.
Pendant ce temps, Andy et Nick patrouillent ensemble. Nick lui propose d'être son pote de rupture afin de l'aider à garder ses distances avec Sam. Ils interviennent sur une camionnette en feu. Celle-ci appartient à un prêtre. Des graffitis sur la carrosserie le menacent de mort et Andy décide d'enquêter. Gail et Tracy les rejoignent.
Pendant ce temps, Dov, qui est en congé, aide Crystal à déménager. Sa mère a découvert qu'elle parlait au policier qui a tué son fils et souhaite qu'elle quitte la maison familiale. Dov et Crystal s'embrassent.
Andy et les autres comprennent que le travail du prêtre compromet les tentatives d'un dealer pour prendre le contrôle du quartier. Celui-ci utilise des enfants pour vendre la drogue. Alors qu'ils sont dans l'église, Andy et Nick se font tirer dessus. Ils découvrent que le prête et le dealer s'affrontent à propos des enfants. Le premier les veut comme revendeurs et le second les veut à l'école. En arrêtant une jeune fille qui les avait agressées, Gail et Tracy trouvent une vidéo qui montrent le dealer torturant des enfants. Ils peuvent ainsi l'arrêter. Grâce à cette opération, Luke veut bien envisager de mettre au point une opération spéciale avec le 15e. Tracy a repris son travail de détective.

### Épisode 12: Responsabilités partagées (Every Man)
- Canada /  États-Unis : 30 août 2012 sur Global / ABC
- France : 5 août 2013 sur 13ème rue
- Québec : 17 octobre 2013 sur AddikTV

- Canada : 1,07 million de téléspectateurs[25]
- États-Unis : 3,8 millions de téléspectateurs[26]

- Seana McKenna (Détective Mills)
- George Tchortov (Elliott)
- David Richmond-Peck (Blue Ben)
- Brendee Green (Denise)

Un incident grave a eu lieu au 15e : Gail, Dov, Chris et Andy doivent voir l'inspection des services.
L'inspectrice des services commence par recevoir Gail, dont elle connaît la famille. Gail doit lui raconter sa journée, commencée 10 heures plus tôt. Son récit débute au moment où elle revient de son psy avec son père et prend son service. Elle croise Dov et Chris et pique l'un des muffins que Chris a emmenés. En même temps, elle cherche Nick, qui est malade ce jour-là, et aperçoit Dov, qui raconte au sergent-chef l'agression qu'il a subi devant chez Crystal. Elle aimerait intégrer la force spéciale que crée le détective Luke Callaghan, essentiellement parce que ses parents le lui interdisent, considérant qu'elle n'est pas assez forte pour cela. Quelqu'un demande Chris à l'entrée et Andy est stressée par un entretien qu'elle doit passer. Au briefing, le sergent-chef assigne Oliver et Sam dans le quartier d'Halton. Il annonce aux autres policiers qu'il y a un gros match de football et demande aux équipes de surveiller les sorties afin d'éviter les bagarres entre supporters. Chris arrive en retard et le sergent-chef l'assigne aux gardes à vue. Gail remarque la pâleur de Chris mais il refuse de lui dire ce qui ne va pas. Cependant, lorsque l'inspectrice des services demande à Gail d'expliquer pourquoi Chris est assigné aux gardes à vue, Gail protège Chris et répond qu'elle ne sait pas. À la fin du match de foot, une bagarre éclate. Gail sépare deux individus et en embarque un. Elle le palpe et s'apprête à le fouiller avant de s'installer dans la voiture lorsqu'elle est appelée en renfort. Elle reconnaît l'avoir palpé mais sans avoir pu le fouiller.
C'est maintenant au tour de Dov. L'inspectrice lui rappelle qu'elle sait qu'il a déjà eu affaire à l'inspection des services et lui demande de raconter sa journée. Chris a préparé des muffins pour tout le monde parce qu'il aimerait que les choses redeviennent normales : que Tracy aille mieux, qu'Andy oublie Sam, que Gail ne voit pas de psy et qu'il n'ait pas à emmener Dov à l'hôpital. L'inspectrice demande à Dov d'expliquer pourquoi il a pris des jours de congé. Celui-ci n'évoque pas l'agression qu'il a subie et lui répond qu'il s'est blessé au basket. Lors de son entrée au commissariat avec Gail et Chris, il croise Andy, obsédée par son futur entretien. Le sergent-chef l'appelle et lui passe un savon à cause de sa relation avec Crystal. Mais Dov lui rétorque que sa vie privée ne concerne que lui. L'inspectrice des services lui fait remarquer qu'il a passé beaucoup de temps en arrêt-maladie cette année, compte tenu de l'affaire avec le frère de Crystal. Lors de la bagarre à la fin du match, Dov doit utiliser du gaz poivré pour maîtriser son suspect. Il appelle Gail en renfort. Dov estime avoir fait du bon travail : il a respecté la procédure et personne n'a été blessé. L'inspectrice lui demande si le gaz poivré l'a fait souffrir. Dov répond que oui. Lors de leur retour au poste, l'homme arrêté par Dov est toujours très agressif. Comme Dov refuse de le laisser sortir de la voiture tant que Gail, dont la voiture est devant, n'a pas fait descendre son propre prisonnier, l'homme crache sur la vitre en direction de Dov. Énervé, il le fait sortir de la voiture mais l'homme lui donne un violent coup de tête. Dov le maîtrise et appelle Gail pour qu'elle le prenne en charge car lui-même se sent trop énervé pour le gérer. Gail fait entrer dans le commissariat le prisonnier de Dov. Le prisonnier de Gail fait remarquer à Dov qu'il saigne du nez. Dov le remet dans la voiture et l'y laisse sans surveillance afin d'aller se soigner. L'inspectrice lui demande s'il l'a fouillé et Dov lui répond qu'il était couvert de gaz lacrymo, qu'il saignait et qu'il aurait pu contaminer l'homme s'il l'avait fait. D'autant plus que le suspect était coopératif. L'inspectrice lui fait remarquer que l'individu semblait coopératif. Dov arrive dans les cellules afin de récupérer son suspect. Celui-ci, toujours aussi agressif, est menotté à un banc, en dehors des cellules. À ce moment-là, l'un des prisonniers en cellule, celui de Gail semble-t-il, sort un révolver et menace un second prisonnier. Dov sort son arme et la pointe vers lui.
C'est maintenant au tour d'Andy. L'inspectrice lui dit qu'elle connaît son père et lui demande de raconter sa journée. Andy explique qu'elle est arrivée une heure avant le début de son service afin d'aller se vider la tête à la salle de gym. L'inspectrice lui demande si elle ressent le besoin de se vider la tête et Andy lui répond que non. En réalité, lorsqu'elle arrive au commissariat, elle croise Nick complètement bourré. Il veut absolument se rendre au briefing et qu'Andy lui apporte son uniforme. Andy l'isole dans la salle de repos. Elle envoie un texto au sergent-chef disant que Nick est malade. Elle dit à celui-ci que Gail le ramènera chez lui après le briefing mais Nick ne veut pas que Gail le voit ainsi car elle a assez de problèmes comme cela. Elle supplie Nick de ne pas bouger et l'enferme dans la salle de repos. En sortant, elle tombe sur Gail, Chris et Dov, qui arrivent au commissariat. Chris lui propose un muffin. Elle en prend un, ainsi que le café de Chris et leur explique qu'elle a cet entretien super important et qu'elle ne veut pas  être dérangée. Elle rapporte le tout à Nick et lui ordonne de dormir. En sortant, elle ment à Gail en prétendant ne pas avoir vu Nick. L'inspectrice fait remarquer qu'Oliver et Sam étaient à Halton. Elle rappelle à Andy qu'elle et Sam ont été suspendus l'année dernière. Lors de la bagarre à la fin du match, Andy a également un prisonnier. Comme Gail, elle le palpe et le fouille à peine. Lorsqu'elle arrive aux cellules, elle explique à Chris que deux autres prisonniers arrivent, l'un avec Gail et l'autre avec Dov. Chris lui demande de faire vite car il doit partir très tôt. Andy lui conseille de faire appel à Tracy car c'est la plus rapide. Chris répond que c'est impossible car elle va interroger une victime avec Luke. Andy veut savoir dans quelle pièce se passe l'interrogatoire. Gail entre avec le prisonnier de Dov et explique que Dov arrive avec un autre prisonnier. Chris lui demande de menotter son prisonnier au banc. Andy dit qu'elle doit les laisser car elle a un problème à régler. Andy se précipite dans la salle de repos et demande à Nick de partir car elle est certaine que Luke va l'utiliser pour son interrogatoire. À ce moment-là, Gail annonce par talkie-walkie une prise d'otages dans la prison. Andy ordonne à Nick de ne pas venir car il n'est pas en état et de rentrer chez lui. Elle explique à l'inspectrice des services qu'elle devait ranger la salle de repos pour l'inspecteur Luke Callaghan, continuant ainsi de cacher la présence de Nick, et qu'elle n'a donc pas vu ce qui s'est passé. L'inspectrice s'étonne qu'elle ait laissé un prisonnier pour ranger une salle. Andy répond qu'elle n'en avait que pour une minute. « Minute durant laquelle beaucoup de choses peuvent se passer » constate l'inspectrice.
C'est enfin au tour de Chris. L'inspectrice des services s'excuse d'avoir dû le faire attendre mais qu'elle est certaine qu'il en comprend les raisons. En allant au commissariat avec Dov, il lui confie qu'il aimerait faire partie de la force spéciale du détective Luke Callaghan. Chris pense que tout le monde le voit comme un idiot et il aimerait prouver le contraire à tout le monde. L'inspectrice observe qu'il a un dossier sans tache, mais sans rien de remarquable également. Elle lui rappelle qu'il a été choisi comme le représentant du 15e sur les photos publicitaires mais qu'elle aimerait savoir ce qu'il apporte au 15e. Chris se compare à un joueur de foot, laissé sur le banc pendant trois ans et qui, le jour où on le laisse enfin jouer, gagne le super bowl. L'inspectrice lui fait remarquer que ce n'est pas ce qui s'est passé aujourd'hui. Lorsque Chris arrive au commissariat avec Dov et Gail, il est appelé à l'entrée. C'est Denise, son ancienne petite amie, qui lui annonce qu'il a un fils de deux ans et demi. Le sergent-chef appelle Chris pour le briefing et celui-ci dit à Denise qu'il l'appellera plus tard. L'inspectrice des services souhaite savoir pourquoi Chris a été affecté aux gardes à vue. Il répond que c'était parce qu'il était en retard au briefing. L'inspectrice lui demande pourquoi ce retard. Elle lui rappelle également que les gardes à vue nécessitent une extrême concentration et aimerait savoir si des circonstances extérieures auraient pu perturber son travail. Chris répond que tout allait bien alors que Denise le harcelait au téléphone à propos de l'enfant, dont Chris se demande s'il s'agit bien du sien. Andy arrive avec son prisonnier et repart alors que Gail arrive avec le sien. Le sergent-chef arrive avec le prisonnier que Dov a laissé sans surveillance dans la voiture. Le sergent-chef demande à Chris d'arranger tout cela. L'inspectrice fait remarquer à Chris qu'il est maintenant responsable du prisonnier emmené par le  sergent-chef. Chris demande de l'aide à Gail et place les deux prisonniers dans la même cellule. Dov arrive à ce moment-là en cherchant son prisonnier. Ce dernier l'accuse de violence policière et tous deux commencent à se disputer. C'est à ce moment-là que le prisonnier de la cellule sort son révolver. L'inspectrice explique à Chris qu'il n'a pas respecté le protocole et que c'est justement pour éviter les crises que celui-ci existe. Elle demande à Chris s'il a fouillé les prisonniers. Celui-ci lui répond que cela aurait dû être fait par ses collègues. Le sergent-chef arrive avec un fusil dans le couloir des cellules. Le preneur d'otage, hystérique, ne veut parler qu'à Chris, qui tente de désamorcer la situation. Le prisonnier est finalement tué par un tireur d'élite. L'inspectrice fait remarquer à Chris qu'il a fait preuve de courage mais également qu'il n'a pas été rigoureux dans son travail. Elle veut savoir ce qui l'a ainsi perturbé mais Chris ne dit rien.
Gail, Andy, Chris et Dov se demandent lequel d'entre eux perdra son boulot. Dov explique qu'il aimerait, comme il l'a déjà dit, être un Peck car Gail est la seule qui est certaine de ne pas se faire virer à cause de sa famille. 
Pendant ce temps, l'inspectrice des services convoque le sergent-chef Frank Best. Celui-ci lui explique que le commissariat est encore sous le choc après la mort du lieutenant Jerry Barber. Celle-ci lui répond que non seulement ses hommes sont distraits, mais que lui aussi, en tant que jeune papa, l'est également. À ce moment-là, Gail arrive et demande à revenir sur sa déposition. Elle prend la faute sur elle en disant qu'elle était la première responsable du prisonnier et qu'elle ne l'a ni palpé, ni fouillé.
Andy croise Sam qui l'attend pour la soutenir. Elle lui rétorque froidement que ce ne sont plus ses affaires. 
Chris explique à Dov qu'après la journée qu'ils viennent de passer, il se moque de savoir si est le père du fils de Denise et part la rejoindre.

### Épisode 13: Grands projets (I Never)
- Canada /  États-Unis : 6 septembre 2012 sur Global / ABC
- France : 6 août 2013 sur 13ème rue
- Québec : 24 octobre 2013 sur AddikTV

- Canada : 1,017 million de téléspectateurs[27]
- États-Unis : 5,08 millions de téléspectateurs[28]

- Barbara Williams (Claire McNally)
- Niamh Wilson (Alice)
- Jim Codrington (Bailey)
- Greg Bryk (Jon Grey)

Gail est consignée derrière un bureau pendant plusieurs semaines. Elle est certaine d'être virée. Du coup, elle apprend des langues étrangères car elle envisage de devenir guide touristique.
Andy discute avec sa mère de Sam, qu’elle a aperçu la veille avec une fille. Elle essaye de se convaincre qu’elle l’a oublié. Sa mère lui conseille de se concentrer sur des choses qui l’intéressent et de ne pas être « cette fille qui laisse un homme l’empêcher d’accomplir ce qu’elle veut ».
Oliver, de son côté, trouve que Sam n’est pas très en forme et lui conseille d’admettre qu’il a peut-être fait une erreur en quittant Andy.
Afin de suivre les conseils de sa mère, Andy va voir son ancien petit copain, le détective Luke Callaghan, afin de poser sa candidature pour l’unité spéciale qu’il constitue. Mais il lui répond qu’elle arrive trop tard, que toutes les places sont déjà prises. En réalité, Luke propose une place à Tracy, tout en la prévenant qu’il faudra rester éloignée de chez elle quelque temps.
Chris discute avec Dov du plaisir qu’il éprouve avec son fils. Dov lui demande si Denise et l’enfant vont rester longtemps. Mais Chris lui explique que Denise n’aime pas la ville et qu’il est en train de chercher une solution.
Un prisonnier s’est échappé dans un van lors d’un transfert à l’hôpital. Dov et Andy le poursuivent. Andy s’arrête pour secourir un policier éjecté du van, mais il s’agit en fait du prisonnier. Andy le reconnaît immédiatement : c’est John Grey, le ravisseur d’une petite fille que Sam et elle ont arrêté au début de l’année (cf. Épisodes). Il profite de sa surprise pour l’assommer et s’enfuir. Toute la ville se met à sa recherche car Grey a enlevé Alice enfant et l’a gardée prisonnière dans son sous-sol pendant 7 ans. Soupçonnant l’un des gardiens d’être complice, Luke les interroge tandis qu’Andy et Dov se rendent dans la maison d’Alice, qui semble avoir disparu. Ils finissent par trouver son thérapeute et découvrent que Grey y a enlevé une autre fillette, Alice n’y étant pas. Grey contacte les policiers : ils ont une heure pour lui donner Alice ou il tue l’autre fillette. Les policiers finissent par les retrouver.
Après cette histoire, Chris est prêt à demander son transfert pour la campagne, comme le souhaite Denise.
Sam avoue à Andy qu’il l’aime mais elle lui répond que c’est trop tard. Sam lui propose néanmoins de le rejoindre boire un verre.
Luke explique à Tracy que les choses ont changé et que les opérations de l’unité spéciale commencent ce soir. Tracy refuse de partir sans avoir dit « au revoir » à son fils. Du coup, Luke le propose à Andy. Elle doit partir le soir même sans rien dire à personne. Andy accepte et découvre qu’elle aura pour partenaire Nick.
Le sergent-chef vient voir Gail et lui explique qu’elle est réintégrée : en effet, elle doit témoigner contre le meurtrier qui l’a enlevée quelques semaines auparavant. Il est donc impératif qu’elle garde son badge pour cela. Gail ne semble pas trop savoir si elle doit s’en réjouir.
Pendant ce temps, Oliver a reçu un coup de fil de sa femme : elle veut qu’il rentre chez eux.